# Yael Adler

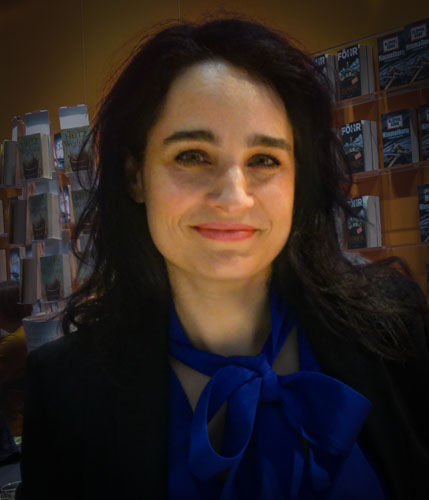
Yael Adler im Oktober 2016

Yael Dagmar Adler (* 17. Juli 1973 als Dagmar Yael Grözinger in Frankfurt am Main) ist eine deutsche Dermatologin und Autorin von Sachbüchern. Sie tritt in zahlreichen Medien als Expertin für Gesundheitsthemen auf.

## Leben und Wirken
Yael Adler stammt aus einer jüdischen Akademikerfamilie; ihr Großvater war Hautarzt, ihre Eltern Religions- und Literaturwissenschaftler. Sie ist verheiratet mit dem Zahnarzt Elio Adler, zusammen haben sie zwei Kinder.
Sie studierte Humanmedizin an der Universität Frankfurt am Main und der Freien Universität Berlin und promovierte 1999 am Universitätsklinikum Frankfurt. Sie absolvierte eine Ausbildung zur Fachärztin für Haut- und Geschlechtskrankheiten (2003) und eine Zusatzausbildung zur Phlebologin (2004). Seit 2007 ist Adler Hautärztin in eigener Privatpraxis. Mit einer Kollegin führt sie das privatärztliche Zentrum für Haut-, Venen- und Lasermedizin Berlin-Grunewald. Seit 2009 ist sie Dermatologin beim European Prevention Centre und dem Herzinstitut Berlin. Sie ist Mitglied im Expertengremium der Bundesapothekerkammer, Mitglied bei der Deutschen Gesellschaft für Ästhetische Botulinumtoxintherapie und Mitglied bei der Deutschen Gesellschaft für Ernährungsmedizin. Seit 2015 führt sie zudem die Zusatzbezeichnung Ernährungsmedizinerin (DAEM/DGEM).

## Forschungstätigkeit
Yael Adler wurde 1999 mit einer Arbeit über „Einfluß kontralateraler Temperaturveränderungen auf die Mikrozirkulation bei Patienten mit Diabetes mellitus“ an der Universität Frankfurt promoviert. Zwischen den Jahren 2000 und 2003 publizierte sie weitere wissenschaftliche Arbeiten zu verschiedenen Hauterkrankungen; sie hat aktuell einen h-Index von 6.

## Medienpräsenz
Seit 2003 ist Adler Hautmedizinexpertin in Massenmedien und bei verschiedenen Fernsehsendern aktiv auf Sendung, darunter bei der ARD (Ratgeber Gesundheit, alpha-Forum) beim RBB (Abendjournal, ZIBB, RBB Praxis, Quivive), der Deutschen Welle TV (Fit & Gesund, In Good Shape), ZDF (Morgenmagazin, Volle Kanne, WISO, Fernsehgarten), auch beim HR und MDR. Weitere Auftritte erfolgten bei Privatsendern RTL (Punkt 12, Punkt 6, RTL aktuell, Explosiv, Exklusiv, News), ProSieben (taff), im Sat.1 Frühstücksfernsehen und in News-Sendungen sowie in Gesundheits-Beiträgen bei RTL II, VOX, N24 und n-tv. In der Planet-Wissen Sendung Unsere Haut – Spiegel der Seele gab sie als Expertin Auskunft. Seit Januar 2017 ist Yael Adler Kolumnistin der Frankfurter Allgemeinen Sonntagszeitung und schreibt unter dem Titel „Sagen Sie mal, Frau Doktor“ rund um das Thema Haut und Gesundheit. Zwischen Juli 2021 und April 2023 war sie zudem Kolumnistin bei Focus Online.
Im Herbst 2016 erschien das Buch Haut nah, das als Spiegel-Bestseller auf Platz 1 gelangte. Das Buch wurde bereits in 35 Sprachen übersetzt. Am 3. September 2018 erschien ihr zweites Buch Darüber spricht man nicht, welches ebenfalls ein Bestseller wurde. Am 1. September 2020 veröffentlichte Yael Adler ihr drittes Buch Wir müssen reden, Frau Doktor!: Wie Ärzte ticken und was Patienten brauchen, das ebenso Bestsellerrang erreichte wie der am 1. März 2023 erschienene Titel Genial vital! Seit 2024 praktiziert Yael Adler auch in der Schweiz. Am 1. März 2025 erschien ihr Buch Genial ernährt!, das in den ersten Monaten in der Spiegel-Bestsellerliste rangierte.

## Mitgliedschaften
- Deutsche Dermatologische Gesellschaft e. V., DDG
- Deutsche Gesellschaft für Ernährungsmedizin e. V., DGEM
- Vorstandsmitglied der German Society of Anti-Aging Medicine e. V., GSAAM
- Deutsche Gesellschaft für Ästhetische Botulinum- und Fillertherapie e. V., DGBT
- Geneva College of Longevity Science, GCLS, Genf/Schweiz

## Veröffentlichungen
- mit Roland Niedner: Hautkrankheiten im Blick. Wissenschaftliche Verlagsgesellschaft, Stuttgart 2004, 3. überarb. Auflage 2016, ISBN 978-3-8047-3247-6.
- Hautkrankheiten. Symptome, Therapie, Beratung. Wissenschaftliche Verlagsgesellschaft, Stuttgart 2012, ISBN 978-3-8047-2815-8.
- Haut nah. Alles über unser größtes Organ. Droemer, München 2016, ISBN 978-3-426-27699-0.
- Darüber spricht man nicht. Weg mit den Körpertabus. Droemer, München 2018, ISBN 978-3-426-27751-5.
- Wir müssen reden, Frau Doktor! Wie Ärzte ticken und was Patienten brauchen. Droemer, München 2020, ISBN 978-3-42627802-4
- Genial vital!: Wer seinen Körper kennt, bleibt länger jung. Droemer, München 2023, ISBN 978-3-426-27803-1.
- Genial ernährt!: klüger essen, entspannter genießen, besser leben. Droemer, München 2025, ISBN 978-3-426-44860-1.